# Knud Lausten Knudsen
Knud Lausten Knudsen (født 17. december 1806 i Ribe, død 16. juni 1866) var en dansk godsejer og politiker.
Han var født i Ribe som søn af gæstgiver og kreaturhandler Christen Knudsen (20. november 1773 – 16. april 1859) og Maren f. Jensen (16. april 1782 – 17. marts 1869), blev 1826 ved giftermål ejer af betydelige landbrug i Forballum i Medolden Sogn og købte 1851 tillige hovedgården Trøjborg med avlsgården Visby Hedegård og det dertil hørende fæstegods, som han i løbet af et par år bortsolgte til fæsterne på billige vilkår. Han tilbød regeringen selve hovedbygningen til brug for et dansk seminarium, men da tilbuddet afsloges, brød han den ned til ruin 1854; thi han ville kun være bonde og kaldte sig aldrig selv andet end gårdejer. Derfor afslog han også straks den kammerrådstitel, som tillagdes ham 1851. Knudsen var en dygtig landmand, blev 1851 medlem af en regeringskommission om stutterivæsenet og var 1854 medstifter af en landboforening og siden 1856 dens formand. Desuden havde han væsentlig del i udtørringen af Rolfsø og den ene del af Filsø 1848-50.
I en lang årrække var Knudsen hovedmanden for den folkelige og kirkelige bevægelse i det nordvestlige Sønderjylland. Han havde Christen Kold til huslærer og lod ham i hjemmet holde skole også for naboers børn, og allerede 1841 var tanken oppe om en grundtvigsk folkehøjskole. Da Rødding Højskole grundlagdes 1844, blev Knudsen medlem af dens bestyrelse og senere en af dens 3 tillidsmænd. I april 1848 samlede han en skare bønder og besatte Tønder, men måtte siden selv ty til kongeriget. Han valgtes 1849 til Landstingsmand, men nedlagde sit valgbrev efter at have deltaget i de 2 første samlinger. I årene 1861-63 hørte han til de såkaldte "Klosterbrødre" (spottenavn efter et møde, der holdtes i Løgumkloster i april 1861), der krævede udstrakt frihed i kirke- og skoleforhold for Slesvig i håb om derved at forsone tyskerne med det danske herredømme. Ulykkerne 1864 brød hans livsmod, og han døde 16. juni 1866.
Knudsen var siden 1826 gift med Gyde Marie f. Oksen (29. oktober 1806 – 19. marts 1884), datter af gårdejer Hans Oksen (død 1824).